# FourCC
Jako FourCC (four character code, 4CC) kód se označuje čtyřbajtový identifikátor kodeku, jenž se používá například v kontejneru AVI. Jeden formát videa může být podle použitého kodeku označen více různými FourCC kódy. Není dokonce výjimkou, že jeden kodek používá pro jediný formát FourCC kódů více. Například různé verze kodeku DivX používají pro formát MPEG-4 ASP kódy DIVX i DX50. Výběr tohoto kódu tedy záleží na použitém kodeku a tudíž i frameworku.